# NGC 1911
NGC 1911 est un amas ouvert associé à une nébuleuse en émission situé dans la constellation de la Dorade. Cette nébuleuse est une région d'émission HII. Cet amas et cette nébuleuse sont situés dans le Grand Nuage de Magellan. NGC 1911 a été découvert par l'astronome britannique John Herschel en 1834. John Herschell a de nouveau noté la position de NGC 1911 et cette observation a été inscrite au catalogue NGC sous la désignation NGC 1920.